# Конет-сюр-Локе
Коне́т-сюр-Локе́ (фр. Caunette-sur-Lauquet) — коммуна во Франции, находится в регионе Лангедок — Руссильон. Департамент коммуны — Од. Входит в состав кантона Сент-Илер. Округ коммуны — Лиму.
Код INSEE коммуны — 11082.

## Население
Население коммуны на 2008 год составляло 5 человек.
| 1962 | 1968 | 1975 | 1982 | 1990 | 1999 | 2008 |
| ---- | ---- | ---- | ---- | ---- | ---- | ---- |
| 11   | 12   | 12   | 7    | 0    | 4    | 5    |

## Экономика
В 2007 году среди 5 лиц в трудоспособном возрасте (15—64 лет) 5 были экономически активными, 0 — неактивными (показатель активности — 100,0 %, в 1999 году было 100,0 %). Из 5 активных работали 4 человека (2 мужчин и 2 женщины), безработным был 1 мужчина.